# Jacek Bukowski
Jacek Bukowski (ur. 18 lutego 1945 w Sosnowcu, zm. 1 września 2020 w Warszawie) – polski poeta i autor tekstów piosenek, a także dziennikarz, publicysta i tłumacz.

## Życiorys
Absolwent  warszawskiego Technikum Mechanicznego.
Działalność literacką rozpoczął pod koniec lat 60. XX wieku. Nawiązał wtedy współpracę z warszawskimi kabaretami Stodoła (zob. klub Stodoła) i Largactil. Związał się wówczas również z prasą literacką, tłumaczył literaturę piękną z języków słowiańskich.
Piosenki z jego tekstami śpiewali m.in.: Felicjan Andrzejczak, Aura, Andrzej Dąbrowski, Eleni, Fryderyka Elkana, Gang Marcela, Irena Jarocka, Waldemar Kocoń, Seweryn Krajewski, Bohdan Łazuka, Bogusław Mec, Danuta Mizgalska, Iwona Niedzielska, Witold  Paszt, Jerzy Połomski, Zdzisława Sośnicka, Danuta Stankiewicz, Ewa Śnieżanka, Texel, Liliana Urbańska, VOX, Irena Woźniacka, Tadeusz Woźniak, Joanna Zagdańska.
Wystąpił w filmie Tumor Witkacego (reż. Grzegorz Dubowski).
W 2019 r. otrzymał nagrodę literacką ZAiKS-u dla tłumaczy.

Zmarł w Warszawie, urna z prochami została złożona 14 września 2020 r. w grobie rodzinnym na cmentarzu Czerniakowskim.

## Piosenki ze słowami Jacka Bukowskiego
- A słońce sobie lśni (muzyka Juliusz Wacławski)
- Bez ciebie jesień (muzyka Mikołaj Hertel)
- Bez reszty  (muzyka Adam Żółkoś)
- Chyba dzisiaj nie zaśniemy (muz. J. Góraj)
- Jak z Dylana (muzyka Seweryn Krajewski)
- Jesienią nie lubię być sama (muzyka Jerzy Suchocki)
- Julio nie bądź zła (muzyka Halina Frąckowiak)
- Kolorowa mgła (muzyka Adam Żółkoś)
- Nawet motyl rzuca cień (muzyka Adam Żółkoś)
- Nie biegnij tak (muzyka W. Kacperski)
- Płyń, jak muzyka (muzyka Adam Żółkoś)
- Taki rytm (muz. W. Parzyński)

Skomponował utwór She's all right, she's all wrong wykonywany przez Gang Marcela. Napisał tekst piosenki Nie tak serio do serialu Klinika samotnych serc.